# Acido H
Si chiama comunemente acido H (o acido 1-naftol-8-ammino-3,6-disolfonico) un composto acido, impiegato come intermedio per la produzione di coloranti artificiali.

## Produzione
In tutti i processi industriali sino ad oggi applicati, la materia prima di partenza per la produzione dell'acido H è il naftalene. A parte qualche differenza riguardante le fasi di neutralizzazione o purificazione degli intermedi, tutti i processi seguono lo stesso schema di reazioni, di seguito esemplificato:
- Il naftalene viene fatto reagire inizialmente con soluzioni concentrate di acido solforico, ottenendo la solfonazione e successivamente con acido nitrico. Ne risulta l'intermedio acido 1-nitronaftalen(3,6,8-trisolfonico).
- Dopo neutralizzazione, avviene la riduzione con ferro e acido cloridrico del gruppo nitrico a gruppo amminico.
- Segue la fusione in autoclave con soda caustica in scaglie, condizione per la quale si ottiene l'idrossilazione.
- Le ultime fasi della produzione sono lavaggio, filtrazione ed asciugatura del prodotto finito.

L'acido di Koch, un altro intermedio per la produzione di coloranti,  si ottiene per la stessa via sintetica, fermando il processo prima della fusione in autoclave.